# Dactylellina cionopaga
Dactylellina cionopaga är en svampart som först beskrevs av Drechsler, och fick sitt nu gällande namn av Ying Yang & Xing Z. Liu 2006. Dactylellina cionopaga ingår i släktet Dactylellina och familjen vaxskålar.   Inga underarter finns listade i Catalogue of Life.